# Grundsatz II
Der Grundsatz II (auch: Liquiditätsgrundsatz) war im Bankwesen eine Verwaltungsvorschrift des ehemaligen Bundesaufsichtsamts für das Kreditwesen, in der Kreditinstitute verpflichtet wurden, jederzeit ausreichende Zahlungsfähigkeit zu gewährleisten. Die Vorschrift konkretisierte damit § 11 KWG. Zum 1. Januar 2007 wurde der Grundsatz II durch die Liquiditätsverordnung abgelöst.

## Allgemeines
Das KWG trat im Januar 1962 in Kraft und enthält – auch heute noch – allgemein formulierte Generalklauseln über das Eigenkapital (§ 10 KWG) und die Liquidität (§ 11 KWG) der Kreditinstitute. Die Grundsätze I, Ia, II und III entstanden im April 1962 als operationale Konkretisierung dieser KWG-Vorschriften.
Die Grundsätze II und III regulierten die Liquidität der Kreditinstitute, indem sie aus der Bankbilanz den Aktiva (insbesondere Kredite und Kapitalbeteiligungen) die Passiva (insbesondere Verbindlichkeiten wie Sicht-, Termin- und Spareinlagen sowie Sparbriefe) gegenüberstellten. Während der Grundsatz II sich mit der mittel- und langfristigen Anlagendeckung befasste, enthielt der Grundsatz III Vorschriften über die kurzfristige Liquidität.

## Liquiditätskennzahl
Der Grundsatz II verlangte, dass die langfristigen Anlagen eines Kreditinstituts (abzüglich der Wertberichtigungen hierauf) bestimmte langfristige Finanzierungsmittel (einschließlich der Eigenmittel) nicht überschreiten sollten. Damit verwirklichte der Grundsatz II die klassische Bodensatztheorie und die Maximalbelastungstheorie.
Zentraler Bestandteil des Grundsatzes II war die Liquiditätskennzahl. Dies ist der Quotient aus verfügbaren Zahlungsmitteln und den abrufbaren Zahlungsverpflichtungen. Beziehen sich die Werte auf einen Monat, so erhält man die Ein-Monats-Kennzahl, die im Wesentlichen zur Beurteilung der Liquiditätslage herangezogen wurde. Ist der Quotient größer als eins, übersteigen also die Zahlungsmittel die Zahlungsverpflichtungen, so ist die Liquidität gesichert:
{\displaystyle {\text{Liquiditätskennzahl}}={\frac {\text{Verfügbare Zahlungsmittel und Zahlungsansprüche im Laufzeitband}}{\text{Abrufbare Zahlungsverpflichtungen im Laufzeitband}}}},
wobei {\displaystyle j=1}: täglich fällig bis zu einem Monat.
Der Zähler „Verfügbare Zahlungsmittel und Zahlungsansprüche“ setzt sich aus Positionen von zwei Liquiditätsklassen zusammen:
- Liquidität erster Klasse sind Positionen, die jederzeit und ohne weiteres zu liquidieren sind. Es handelt sich um Bargeld oder unmittelbar in Bargeld transformierbare Aktiva.
- Liquidität zweiter Klasse sind Ansprüche mit einer Restlaufzeit im Laufzeitband {\displaystyle j}. Dazu gehören Finanzaktiva, die nicht an der Börse gehandelt werden.

Der Nenner „Abrufbare  Zahlungsverpflichtungen im Laufzeitband“ umfasste Passivposten, die täglich teilweise oder insgesamt abgerufen werden können. Bei der Passivposition „kurzfristig abrufbare Zahlungsverpflichtungen“ ist ungewiss, in welcher Höhe daraus kurzfristig Zahlungsabflüsse resultieren. Dies bezeichnet man als Abrufrisiko. Aus diesem Grunde wurden diese Positionen mit einem Anrechnungssatz gewichtet. Dadurch wurde berücksichtigt, mit welcher Inanspruchnahme zu rechnen ist. Der Betrag ergibt sich aus dem Produkt aus Passivposten und Anrechnungssatz. Die Passivposten umfassten auch Positionen unter dem Bilanzstrich, da sie ebenfalls dem Abrufrisiko unterliegen.
| Jederzeit abrufbare Passivpositionen                         | Jederzeit abrufbare Passivpositionen |
| ------------------------------------------------------------ | ------------------------------------ |
| Position                                                     | Anrechnungssatz                      |
| Täglich fällige Verbindlichkeiten gegenüber Kreditinstituten | 40 %                                 |
| Täglich fällige Verbindlichkeiten gegenüber Kunden           | 10 %                                 |
| Spareinlagen (unabhängig von der Kündigungsfrist)            | 10 %                                 |
| Eventualverbindlichkeiten                                    | 5 %                                  |
| Haftungsbetrag                                               | 5 %                                  |
| Platzierungs- und Übernahmeverpflichtungen                   | 20 %                                 |
| Unwiderrufliche Kreditzusagen                                | 20 %                                 |

Beobachtungskennzahlen beziehen den Quotienten jeweils auf 1 bis 3 Monate, 3 bis 6 Monate oder einen Zeitraum über 6 Monate.

## Grundsatz III
Allgemeines
Die Grundsätze II und III entstanden im April 1962 als operationale Konkretisierung der genannten KWG-Vorschriften. Zum 1. Januar 2007 wurde der Grundsatz III durch die Liquiditätsverordnung abgelöst.
Inhalt
Während der Grundsatz II sich mit der mittel- und langfristigen Anlagendeckung befasste, enthielt der Grundsatz III Vorschriften über die kurzfristige Liquidität. Er verlangte, dass die kurzfristigen Aktiva eines Kreditinstituts (abzüglich der Wertberichtigungen hierauf) bestimmte kurzfristige Finanzierungsmittel nicht überschreiten sollten. Als kurzfristige Finanzierungsmittel galten:
| Jederzeit abrufbare Passivpositionen                                                                      | Jederzeit abrufbare Passivpositionen |
| --- | ------------------------------------ |
| Position                                                                                                  | Anrechnungssatz                      |
| Sichteinlagen gegenüber Kreditinstituten und Nichtbanken                                                  | 100 %                                |
| Verbindlichkeiten gegenüber Kreditinstituten mit Laufzeiten oder Kündigungsfristen <3 Monate              | 10 %                                 |
| Verbindlichkeiten gegenüber Kreditinstituten mit Laufzeiten oder Kündigungsfristen >3 Monate und <4 Jahre | 50 %                                 |
| Spareinlagen (unabhängig von der Kündigungsfrist)                                                         | 20 %                                 |
| Sonstige Verbindlichkeiten aus dem Bankgeschäft                                                           | 60 %                                 |
| Sparbriefe <4 Jahre                                                                                       | 20 %                                 |

Der Grundsatz III besaß eine Verbindung zum Grundsatz II, da Defizite des Grundsatzes III beim Grundsatz II unter bestimmten Voraussetzungen angerechnet werden durften, nicht jedoch umgekehrt.